# Macintosh TV

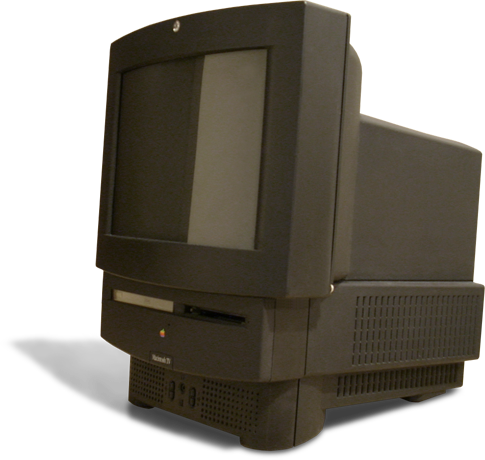
Macintosh TV

Der Macintosh TV (oder Mac TV), der im Oktober 1993 erschien, war Apples erster Versuch, die Fernseh- und Computerwelt zu verbinden. Er besaß das Aussehen eines Macintosh LC 520, jedoch in schwarz, verfügte über einen Kabelfernseh-Tuner und wurde mit einer Fernbedienung ausgeliefert, die ebenfalls mit Fernsehern von Sony kompatibel war. Mit dem Gerät war es jedoch nicht möglich am Macintosh zu arbeiten und gleichzeitig ein TV-Signal zu empfangen. Man konnte auf der 14" Sony Trinitron Röhre lediglich zwischen TV-Empfang und Macintosh Nutzung hin- und herschalten.
Das Gerät basierte auf einem Motorola 68030-Prozessor mit 32 MHz und verfügte über 4 MB Arbeitsspeicher, der auf bis zu 8 MB erweitert werden konnte. Die Festplatte war 160 MB groß. Mitgeliefert wurde System 7.1.
Der Macintosh TV kostete 2.097 USD (nach heutiger Kaufkraft ca. 3.930 USD) und wurde in nur 250 Geschäften zum Verkauf angeboten. Nach 10.000 Stück wurde die Produktion schon nach 5 Monaten im Februar 1994 eingestellt.

## Daten & Fakten
- Verkaufsstart Oktober 1993, Verkaufsende Februar 1994
- Familie: Macintosh LC
- Codename: Peter Pan, LD50
- Betriebssystem: System 7.1 bis 7.6.1

Prozessor
- CPU: Motorola MC68030
- Taktfrequenz: 32 MHz
- FPU: 68882
- Bus Takt: 16 MHz
- Register Width: 32-bit
- Data Bus Width: 32-bit
- Address Bus Width: 32-bit
- Rom: 1 MB
- Ram: 72 pin SIMM
- Min. Ram Speed: 80 ns
- Onboard Ram: 4 MB
- Ram steckplätze: 1
- Max. Ram: 36 MB
- Level 1 Cache: 256 bytes data, 256 bytes instruction

Video
- Monitor: Sony 14″ CRT
- VRam: 512 kb
- Max. Auflösung 640 px × 480 px

Laufwerke
- HDD: 160 MB
- Floppy: 1,4 MB SuperDrive
- Optical Drive 2x CD-ROM

Anschlüsse
- Serial: 2 Mini DIN-8
- Lautsprecher: mono
- ADB: 2
- Audio Ausgang: stereo 8 bit mini
- SCSI: DB-25

Sonstiges
- Netzteil: 60 Watt
- Abmessungen: Höhe 45,5 cm; Breite 34,3 cm; Tiefe 42 cm
- Gewicht: 18,4 kg[3]